# Arboretum w Gołuchowie
Arboretum w Gołuchowie (używana jest również nazwa park-arboretum, np. przez Ośrodek Kultury Leśnej w Gołuchowie) – jedno z najstarszych i największych arboretów w Polsce założonych w stylu angielskim w II połowie XIX w. Znajduje się w Gołuchowie w województwie wielkopolskim, w powiecie pleszewskim, w gminie Gołuchów. Obecnie jest własnością Lasów Państwowych, a konkretnie należącego doń Ośrodka Kultury Leśnej w Gołuchowie i ma powierzchnię według różnych źródeł 158,05 ha lub 144,9 ha , rozciągając się wąskim pasem długości 3 km wzdłuż obu brzegów rzeki Ciemnej.
Arboretum powstało jako wynik rozbudowy małego, starszego (do 3 ha) parku zamku gołuchowskiego przez nowego właściciela, hrabiego Jana Kantego Działyńskiego , który od 1853 r. rozpoczął intensywne prace związane z przekształceniem parku w arboretum, m.in. kazał wytyczyć aleje i obsadzić jedną z nich lipami, a drugą grabami oraz lipami oraz nasadzić dwie działki sadzonkami różnych roślin iglastych, celem stworzenia kolekcji tej grupy roślin. Prace wstrzymano w związku z represjami, jakie dotknęły właściciela za udział w powstaniu styczniowym. W 1870 r. majątek kupiła od męża jego żona Izabela . W 1876 r. małżonkowie zatrudnili jako głównego projektanta i wykonawcę rozbudowy parku Adama Kubaszewskiego, który przeprowadził główną fazę rozbudowy i kształtowania drzewostanu i formowania arboretum, nadając mu, zgodnie z wolą Działyńskich, charakter parku krajobrazowego w stylu angielskim leżącego wzdłuż rzeki Ciemnej. Oprócz nasadzeń przeprowadzono też prace melioracyjne, regulację Ciemnej i kształtowanie krajobrazu poprzez wykopanie lub pogłębienie wąwozów oraz usypanie sztucznych wzgórz . W 1894 r. dokupiono i nasadzono pod kierownictwem Kubaszewskiego nowe grunty, zwiększając powierzchnię parku o około 100% i włączając fragmenty naturalnych lasów. Po śmierci Izabeli Działyńskiej (1899) i Kubaszewskiego (1924) większych prac nad rozbudową nie prowadzono, jednak utrzymywano arboretum, choć liczba gatunków tu zgromadzonych zmniejszyła się . Dewastacja parku miała miejsce w okresie II wojny światowej i w latach powojennych. Proces ten ilustrują liczby gatunków roślin drzewiastych na terenie arboretum: w czasie maksymalnego rozwoju za Działyńskich było ich ponad 1000, w 1926 r. 519, a w 1954 już tylko 254 gatunki . W 1982 obszar ten włączono do utworzonego wówczas Ośrodka Kultury Leśnej, który to zaczął odbudowę pierwotnego założenia Działyńskich .
Według stanu na rok 2004 w arboretum rosło około 600 gatunków lub odmian krzewów i drzew (taka sama liczba podana została w 1987), wśród których 262 drzew miało wymiary uzasadniające uznanie je za pomniki przyrody, jednak tylko 28 z nich jest wpisana do gminnego rejestru pomników przyrody  (trochę inne dane podaje Wrońska-Pilarek D. i in.: 290 drzew o rozmiarach pomnikowych, z tego 35 wpisanych do rejestru pomników przyrody, kolejne 136 drzew o wymiarach zbliżonych do pomnikowych). W 2004 roku na omawianym obszarze rosło około 80 tys. drzew. W zespołach leśnych przeważają grądy i mniej liczne dąbrowa. Na terenie parku dominują zbiorowiska roślinności leśnej, zbiorowiska roślinności nieleśnej (leżące głównie w południowej części arboretum) obejmują niecałe 31 ha, ponadto znajdują się także dwa sztuczne stawy, o powierzchni 1,26 ha i 3,99 ha .
Wśród dziko żyjących organizmów stwierdzono tu 510 gatunków roślin naczyniowych, 275 gatunków grzybów wielkoowocnikowych, 131 gatunków porostów , 27 gatunków mchów, minimum 1500 gatunków owadów i kilkanaście gatunków pajęczaków (fauna owadów i pajęczaków poznana w sposób dalece niepełny) , 7 gatunków płazów i 3 gadów, 76 gatunków ptaków mających tu swoje lęgi, w tym 75 chronionych, 13 gatunków nietoperzy i 15 gatunków innych ssaków (m.in. bóbr i wydra), w tym 7 chronionych . Za bogatą uznaje się awifaunę i chirofaunę .
Do cennych okazów miejscowego arboretum należy najstarszy w Polsce grab pospolity, którego wiek w 2018 r. określano na 199 lat, obwód mierzył 374 cm, a pierśnica – 119 cm.
Teren arboretum jest częścią Obszaru Chronionego Krajobrazu Dolina rzeki Ciemnej.